# Rydal (Marks kommun)
 For alternative betydninger, se Rydal. (Se også artikler, som begynder med Rydal)
Rydal er et byområde i Marks kommun i Västra Götalands län i Sverige, beliggende ved åen Viskan cirka syv kilometer nord for hovedbyen Kinna ved riksväg 41's tidligere strækning.

## Historie
Ved Viskan anlagde Sven Erikson i 1853 et mekanisk bomuldsspinderi, som var i drift frem til 2004. Her byggede også Sveriges første vandkraftværk, som blev sat i drift i 1882 og producerede elektrisk strøm til belysningen i spinderiet; den første indendørs elektriske belysning i Sverige. Byen har et velbevaret industrimiljø og regnes som et mindesmærke over industralismens gennembrud.
Den 1. januar 1969 overførtes fra Viskafors landskommun og Viskafors landskommun til Kinna köping og Kinna församling et område med 483 indbyggere og omfattende et areal af 2,61, heraf 2,60 land. I området indgik hele byområdet Rydal.

## Bebyggelsen
Rydals museum viser blandt andet levevilkårene for tekstilarbejderne i fortiden.